# Stylochaeton lancifolius
Stylochaeton lancifolius är en kallaväxtart som beskrevs av Karl Theodor Kotschy och Johann Joseph Peyritsch. Stylochaeton lancifolius ingår i släktet Stylochaeton och familjen kallaväxter. Inga underarter finns listade.